# アルゼード級駆逐艦
アルゼード級駆逐艦（スペイン語: Clase Alsedo）はスペイン海軍の駆逐艦。1915年計画で承認されたが第一次世界大戦のために起工は遅れ、就役時にはすでに旧式艦となってしまっていた。スペイン内戦ではヴァラスコが国民党側に、アルゼードとラザーガは政府側につき、ヴァラスコは1936年9月19日に潜水艦B6を撃沈するという戦果を挙げている。1940年から43年にかけて近代化改装が行われ、10.2cm砲1門が8.8cm高角砲1門に変更され、20mm機銃4丁が追加された。

## 同型艦
- アルゼード (Alsedo) - 1920年起工、1922年10月26日進水、1924年就役、1960年除籍
- ラザーガ (Lazaga) - 1920年起工、1924年3月進水、1925年就役、1961年除籍
- ヴァラスコ (Velasco) - 1920年起工、1923年6月進水、1925年就役、1961年除籍